# Anaglyptus albiventris
Anaglyptus albiventris là một loài bọ cánh cứng trong họ Cerambycidae.